# Miguel Arruda
Miguel António Taveira Franco Sousa Arruda (São Miguel, Açores, 27 de março de 1984) é um político português, exercendo atualmente as funções de deputado não-inscrito em grupo parlamentar à Assembleia da República Portuguesa.
Arruda é licenciado em Ciências Biológicas e da Saúde, com dois mestrados em Ciências Biomédicas e em Ambiente, Saúde e Segurança pela Universidade dos Açores, com pós-graduações em Segurança Alimentar e Saúde Pública e em Engenharia da Qualidade.
Foi sargento no Exército Português, investigador científico na Universidade dos Açores, trabalhando até março de 2024 como técnico superior na empresa intermunicipal "Musami - Operações Municipais do Ambiente", que opera no ramo da gestão de resíduos urbanos, na Ribeira Grande, função que suspendeu ao tomar posse como deputado.
Na política, foi secretário do gabinete do grupo parlamentar do partido Chega na Assembleia Legislativa Regional dos Açores, e cabeça de lista pelo círculo dos Açores nas eleições legislativas de março de 2024 para a Assembleia da República, sendo eleito deputado em representação do partido Chega, para a XVI Legislatura (2024-2028). Atualmente integra a Comissão parlamentar de Agricultura e Pescas. Até janeiro de 2025, havia falado nove vezes em plenário, sendo um dos deputados mais ativos do Chega. Co-assinou nove requerimentos, 20 perguntas e 30 iniciativas legislativas, entre projectos de lei, projectos de resolução e inquéritos parlamentares.
Em outubro de 2024, ficou conhecido pelas constantes interacções com o militante neonazi Mário Machado, líder do Grupo 1143, que defendeu publicamente, classificando-o como preso político em relação à sentença de prisão que Machado recebeu após defender no Twitter a "prostituição forçada das gajas do Bloco”, revelando-se também admirador do antigo Presidente do Conselho e ditador à época do Estado Novo, António de Oliveira Salazar.
A 21 de janeiro, Miguel Arruda foi constituído arguido e alvo de buscas domiciliárias nas suas casas de Lisboa e Ponta Delgada, por suspeita de furto qualificado, envolvendo o roubo de malas dos tapetes de bagagens nas Chegadas dos aeroportos de Lisboa e Ponta Delgada quando viajava no início e no final da semana de trabalhos parlamentares. Imagens das câmaras de  videovigilância mostram o deputado a recolher dos tapetes de bagagens malas que não eram suas, durante várias semanas. A pena prevista para este tipo de crime vai até cinco anos de reclusão ou 600 dias de multa. Uma vez que se trata crime com pena de mais de três anos de prisão, o deputado está coberto pela imunidade parlamentar. Miguel Arruda declarou-se inocente dos crimes de que é suspeito.
A 23 de janeiro, Miguel Arruda indicou que se iria desfiliar do partido Chega, passando assim a deputado não-inscrito em grupo parlamentar. A passagem a deputado independente possibilita-lhe passar a ter um gabinete exclusivo e receber mais cinco mil e oitocentos euros por mês além da sua remuneraçao de seis mil euros.
A 23 de janeiro, o jurista, professor e também ex-secretário de estado socialista Miguel Prata Roque denunciou no Instagram a existência da conta "miguelarruda84" na loja online de artigos novos e usados Vinted com o nome e data de nascimento de Miguel Arruda e uma imagem de uma capela nos Açores, criada próximo da sua tomada de posse como deputado, a qual começou a vender roupa usada um mês depois da tomada de posse de Miguel Arruda, entre a qual poderá estar a proveniente das malas furtadas. A 7 de Fevereiro de 2025, gerou polémica ao várias vezes durante votações levantar o braço num gesto semelhante ao da saudação nazi (gesto “Heil Hitler!”) também usada na Itália fascista de Benito Mussolini e originada no império romano como saudação romana. O gesto foi reportado como nazista pelo também deputado e coordenador do Livre, Rui Tavares, mas o presidente-em-exercício do parlamento, o 2º vice-presidente da AR Marcos Perestello, não notou e desculpou-se por isso. O deputado Arruda negou ter feito a saudação nazi e disse que “vários líderes mundiais também fizeram esse gesto para votações, até alguns de esquerda”. Também foi o único deputado (enquanto não-inscrito) a votar contra o voto de pesar pela morte da escritora Maria Teresa Horta dizendo ser “anticomunista” e não apoiar figuras a favor do regime comunista, como Teresa Horta. Arruda tem sido descrito como ainda mais à direita que o CHEGA e como um deputado do movimento 1143 (ligado ao partido Ergue-te, ex-PNR) na AR e inclusive Ana Gomes disse estar “estupefacta” com o caso Arruda salientando que “a partir do momento em que ele sai do chega, entra o Ergue-te na assembleia da república numa situação histórica, com um deputado sentado” Arruda tem sido descrito como sendo á direita do CHEGA, Salazarista e adepto do neonazismo e foi, enquanto deputado do CHEGA, um dos mais activos parlamentares no ano de 2024, primeiro ano da legislatura prevista (2024-2028).